# Flétan
Taxons concernés
Dans la sous-famille des Hippoglossinae :
- Genres :
  - Hippoglossus
  - Reinhardtiusmodifier

Le terme « flétan » est le nom vernaculaire donné en français à certains grands poissons plats de la sous-famille des Hippoglossinés.

## Liste des noms de flétans
- flétan de l'Atlantique — Hippoglossus hippoglossus
- flétan blanc — voir flétan de l'Atlantique
- flétan du Groenland — Reinhardtius hippoglossoides
- flétan noir — voir flétan du Groenland
- flétan du Pacifique — Hippoglossus stenolepis

## Pêche

### AuXIXesiècle
En Nouvelle-Angleterre, à la fin du XIXe siècle, les descriptions de l'industrie de la pêche montrent des doris qui s'éloignent du navire principal pour aller pêcher, avec le risque important de ne pouvoir le rejoindre au retour.

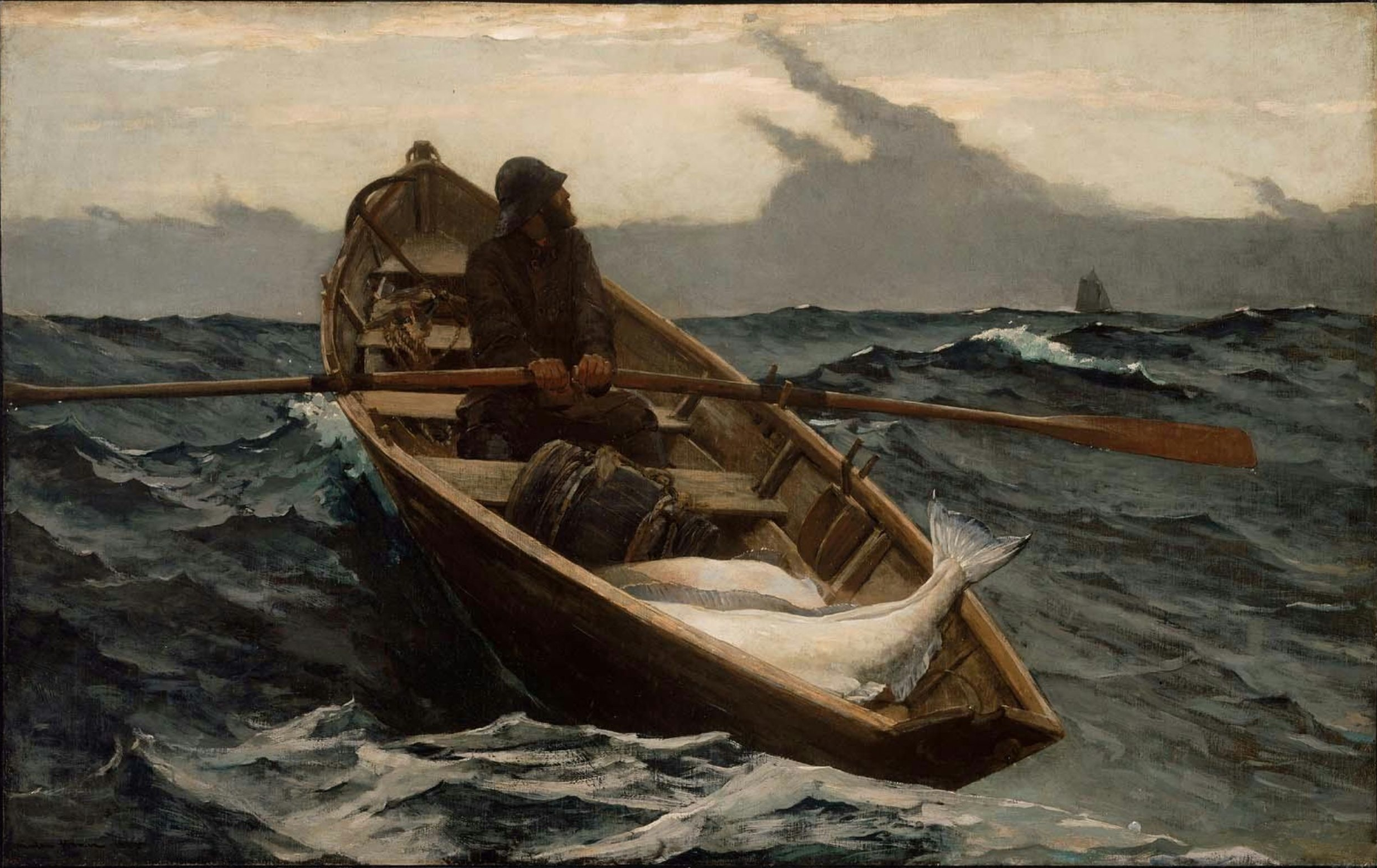
The Fog Warning (L'Arrivée du brouillard, Pêche au flétan),
Winslow Homer, 1885,
Musée des beaux-arts de Boston.

Le tableau The Fog Warning du peintre américain Winslow Homer réalisé en 1885 représente un pêcheur en ciré dans un doris chargé de flétans alors qu'il se retourne avec inquiétude, profitant d'une vague, vers un voilier lointain qu'il cherche à rejoindre à la rame. La mer est agitée et le doris se balance haut sur les vagues, ce qui montre clairement que le voyage de retour nécessitera un effort physique considérable. Mais plus menaçant est l’approche du banc de brouillard. Homer a quitté à cette époque New York depuis 1883, et s'est installé à Prouts Neck (en), un petit village côtier, près de Scarborough, habité de quelques pêcheurs et entouré de fermes.

### Époque contemporaine

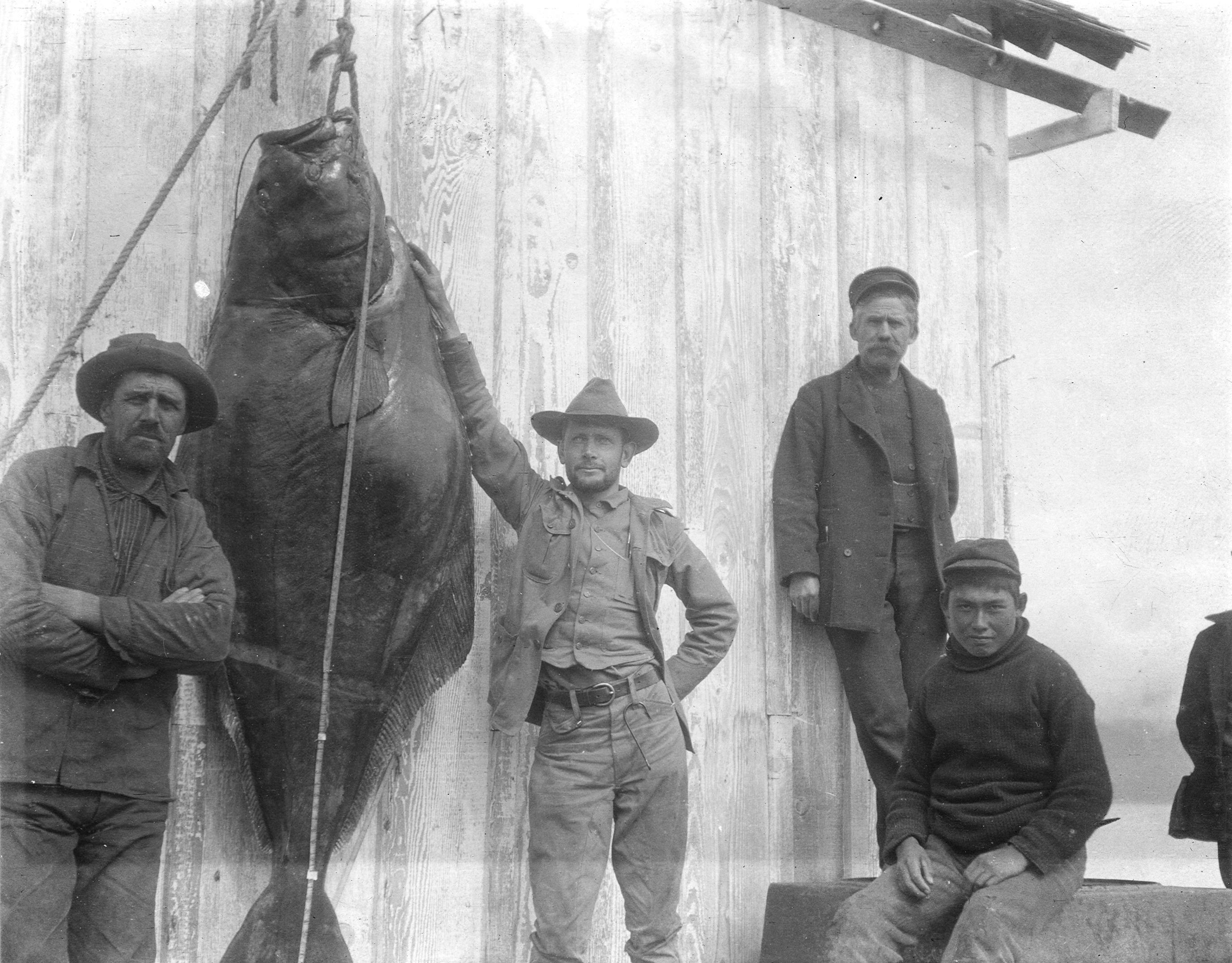
Grand flétan de 300 livres (~130 kg) pêché près de Homer wharf (quai Homer) en Alaska vers 1904 (ce n'est pas le record de taille ni de poids).

Le flétan fait l'objet d'une surpêche intensive qui provoque des conflits internationaux y compris sur des ressources distantes (ex : « l'arrestation de l'Estai a été rendue nécessaire pour mettre fin à la surpêche du Flétan du Groenland pratiquée par les pêcheurs espagnols », arrestation considérée comme illégale par l'Espagne et la commission européenne).
Une étude du centre de recherches Océan du futur de Kiel, publiée en 2010, a montré que, malgré les efforts de la Commission internationale du flétan du Pacifique et d'autres instances de ce type, même en arrêtant totalement la pêche de ce poisson (ainsi que de 11 autres espèces, dont le cabillaud et la plie), on ne pourrait pas reconstituer leur stock avant 2015, ce qui était l'objectif fixé par l'Union européenne lors du sommet de la Terre de 2002.

## Flétan et santé humaine
C'est une des espèces de poissons (carnivores ou charognards) qui peuvent contenir des taux préoccupants de méthylmercure, dont le taux dans l'océan pourrait augmenter à cause de la fonte des pergélisols arctiques qui en ont accumulé de grandes quantités.
L'huile de foie de flétan est très riche en vitamine A.